# Sören Lausberg
Sören Yves Lausberg (ur. 6 sierpnia 1969 w Eisenhüttenstadt) – niemiecki kolarz torowy, dziewięciokrotny medalista mistrzostw świata.

## Kariera
Pierwszym sukcesem w karierze Sörena Lausberga było zdobycie brązowego medalu mistrzostw NRD w wyścigu na 1 km w 1988 roku. W 1996 roku, podczas mistrzostw świata w Manchesterze wraz z Michaelem Hübnerem i Jensem Fiedlerem zdobył srebrny medal w sprincie drużynowym, a indywidualnie był także drugi w wyścigu na 1 km, w którym wyprzedził go tylko Australijczyk Shane Kelly. W tym samym roku wystąpił na igrzyskach olimpijskich w Atlancie, gdzie wyścigu na 1 km zakończył na czwartej pozycji, przegrywając walkę o brązowy medal z Takanobu Jumonjim z Japonii. Na mistrzostwach świata w Perth w 1997 roku w wyścigu na 1 km ponownie pokonał go tylko Kelly, a razem z Eykiem Pokornym i Janem Van Eijdenem wywalczył kolejny srebrny medal w sprincie drużynowym. Zarówno podczas mistrzostw w Bordeaux w 1998 roku jak i rozgrywanych rok później mistrzostw w Berlinie Lausberg zdobywał brązowe medale w sprincie drużynowym. Igrzyska olimpijskie w Sydney w 2000 roku przyniosły mu kolejne czwarte miejsce w wyścigu na 1 km - tym razem w walce o podium lepszy okazał się Shane Kelly. W tej samej konkurencji był drugi na mistrzostwach świata w Manchesterze w 2000 roku, ulegając tylko Francuzowi Arnaudowi Tournantowi. Srebrny medal w wyścigu na 1 km zdobył także na mistrzostwach świata w Antwerpii w 2001 roku, przegrywając z Tournantem, a wyprzedzając bezpośrednio Polaka Grzegorza Krejnera. Ostatni sukces osiągnął podczas mistrzostw świata w Kopenhadze w 2002 roku, gdzie wspólnie z Fiedlerem i Carstenem Bergemannem był trzeci w sprincie drużynowym.